# Valleyview (Alberta)
Pour l’article homonyme, voir Valleyview.
Valleyview est une ville (town) au nord-ouest de l'Alberta, au Canada, dans le district municipal de Greenview No 16 et la division de recensement No. 18. Elle se situe à la jonction de l'autoroute 43 et l'autoroute 49, entre la rivière Little Smoky et le lac Sturgeon[réf. nécessaire]. Sa position, à la jonction des deux routes dans la région de la Rivière-de-la-Paix (Peace River Country en anglais), a conduit à la devise du bourg : « Portal To The Peace »[réf. nécessaire].

## Démographie
| 2001  | 2006  | 2011  | 2016  |
| ----- | ----- | ----- | ----- |
| 1 856 | 1 725 | 1 761 | 1 863 |